# Nerocila falklandica
Nerocila falklandica is een pissebed uit de familie Cymothoidae. De wetenschappelijke naam van de soort is voor het eerst geldig gepubliceerd in 1871 door Cunningham.